# KDB Korea Open 2013
KDB Korea Open 2013 byl tenisový turnaj pořádaný jako součást ženského okruhu WTA Tour, který se hrál na otevřených dvorcích s tvrdým povrchem tenisového centra v soulském olympijském parku. Konal se mezi 16. až 22. září 2013 v jihokorejské metropoli Soulu jako 10. ročník turnaje.
Turnaj s rozpočtem 500 000 dolarů patřil do kategorie WTA International Tournaments. Nejvýše nasazenou hráčkou ve dvouhře se stala čtvrtá tenistka světa Agnieszka Radwańská z Polska, která turnaj vyhrála.

## Ženská dvouhra

### Nasazení
| Stát     | Hráčka                     | WTA1) | Nasazení |
| -------- | -------------------------- | ----- | -------- |
| Polsko   | Agnieszka Radwańská        | 4.    | 1.       |
| Rusko    | Maria Kirilenková          | 20.   | 2.       |
| Rusko    | Anastasija Pavljučenkovová | 33.   | 3.       |
| Česko    | Klára Zakopalová           | 34.   | 4.       |
| Ukrajina | Elina Svitolinová          | 41.   | 5.       |
| Německo  | Julia Görgesová            | 47.   | 6.       |
| Německo  | Andrea Petkovicová         | 50.   | 7.       |
| Německo  | Annika Becková             | 51.   | 8.       |

- 1) Žebříček WTA k 9. září 2013.

### Jiné formy účasti
Následující hráčky obdržely divokou kartu do hlavní soutěže:
- Han Sung-hee
- Jang Su-jeong
- Lee Ye-ra

Následující hráčky si zajistily postup do hlavní soutěže v kvalifikaci:
- Chan Chin-wei
- Han Xinyun
- Ons Džabúrová
- Risa Ozakiová

### Odhlášení
před zahájením turnaje
- Kiki Bertensová (poranění hlezna)
- Caroline Garciaová
- Jamie Hamptonová (poranění levého hlezna)
- Jekatěrina Makarovová
- Ajumi Moritová
- Magdaléna Rybáriková
- Carla Suárezová Navarrová
- Stefanie Vögeleová

## Ženská čtyřhra

### Nasazení
| Stát          | Hráčka                  | Stát          | Hráčka                   | WTA1) | Nasazení |
| ------------- | ----------------------- | ------------- | ------------------------ | ----- | -------- |
| Spojené státy | Raquel Kopsová-Jonesová | Spojené státy | Abigail Spearsová        | 32.   | 1.       |
| Japonsko      | Kimiko Dateová          | Německo       | Julia Görgesová          | 60.   | 2.       |
| Japonsko      | Šúko Aojamová           | Spojené státy | Megan Moultonová-Levyová | 87.   | 3.       |
| Slovensko     | Janette Husárová        | Španělsko     | Arantxa Parra Santonjaov | 103.  | 4.       |

- 1) Žebříček WTA k 9. září 2013; číslo je součtem umístění obou členek páru.

### Jiné formy účasti
Následující páry obdržely divokou kartu do hlavní soutěže:
- Hong Seung-yeon /  Lee Hye-min
- Han Sung-hee /  Lee So-ra

## Přehled finále

### Ženská dvouhra
- Agnieszka Radwańská vs.  Anastasija Pavljučenkovová, 6–7(6–8), 6–3, 6–4

### Ženská čtyřhra
- Chan Chin-wei /  Sü I-fan vs.  Raquel Kopsová-Jonesová /  Abigail Spearsová, 7–5, 6–3